# 孔多波加
62°12′N 34°16′E / 62.200°N 34.267°E
孔多波加（俄语：Ко́ндопо́га）是俄羅斯卡累利阿共和國南部的一個城市，位於奧涅加湖畔。距彼得羅扎沃茨克以北54公里。2002年人口34,863人。
1495年建立，1938年設市。聖彼得堡—摩爾曼斯克鐵路經過。